# Jadi (Semanding)
Jadi is een bestuurslaag in het regentschap Tuban van de provincie Oost-Java, Indonesië. Jadi telt 8260 inwoners (volkstelling 2010).